# Магарінське сільське поселення
Мага́рінське сільське поселення (рос. Магаринское сельское поселение) — муніципальне утворення у складі Шумерлинського району Чувашії, Росія. Адміністративний центр — присілок Верхній Магарін.

## Населення
Населення — 660 осіб (2019, 780 у 2010, 891 у 2002).

## Склад
До складу поселення входять такі населені пункти:
| Населений пункт           | Населення, осіб (2002) | Населення, осіб (2010) |
| ------------------------- | ---------------------- | ---------------------- |
| Автобус, селище           | 21                     | 9                      |
| Верхній Магарін, присілок | 28                     | 37                     |
| Єгоркино, присілок        | 40                     | 36                     |
| Комар, селище             | 35                     | 33                     |
| Нижній Магарін, присілок  | 36                     | 29                     |
| Петропавловськ, присілок  | 105                    | 82                     |
| Покровське, селище        | 13                     | 12                     |
| Полярна Звєзда, селище    | 18                     | 31                     |
| Саланчик, селище          | 572                    | 493                    |
| Трієр, селище             | 23                     | 18                     |